# Khema
 (novembre 2017).
Si vous disposez d'ouvrages ou d'articles de référence ou si vous connaissez des sites web de qualité traitant du thème abordé ici, merci de compléter l'article en donnant les références utiles à sa vérifiabilité et en les liant à la section « Notes et références ».
Khema « sénénité » (ch : chènmó 讖摩 ou kǎimǎ 凱瑪) est une disciple du Bouddha, proclamée par lui première des nonnes en rang (à l’exception des doyennes Mahaprajapati Gautami et Kisa Gautami) et en sagesse. Des poèmes du Therigatha lui sont attribués.

## Biographie
Originaire de Sagala dans le royaume de Magadha, elle était de sang royal et d’une grande beauté, avec une peau couleur d’or. Elle devint la première dame du gynécée du roi Bimbisâra, patron du bouddhisme. Amoureuse de la beauté, elle refusait toujours les invitations du roi à se rendre aux sermons du Bouddha bien qu’elle fût tentée, de crainte d’y être critiquée par le sage des Shakyas qui tenait, disait-on, la perfection physique en piètre estime. Pour la persuader, Bimbisâra eut recours à une ruse : il fit chanter par ses musiciens les charmes du bois où se trouvait le monastère du Bouddha. Intriguée, Khema s’y rendit finalement. La voyant approcher de loin, Gautama fit apparaitre à ses côtés la forme d’une jeune fille dont la beauté surpassait encore la sienne. Fascinée, elle contemplait la jeune fille, se comparant secrètement à elle. Le Bouddha fit alors vieillir progressivement la forme devant elle ; elle devint une vieille rachitique, puis un cadavre, enfin un tas d’ossements. Khema, qui avait acquis de nombreux mérites lors de ses vies antérieures et fait devant le bouddha Padumuttara le vœu de devenir première nonne, ayant à l'époque vendu sa chevelure pour lui présenter une offrande, était capable de réaliser immédiatement l’impermanence des phénomènes conditionnés. Quinze jours après, elle devint arhat, puis sollicita de son mari l’autorisation de devenir nonne, qu’il lui accorda volontiers.
Gautama la proclama première pour la sagesse. Elle était chargée de la formation des moniales et prêchait souvent aux laïcs dont elle était d’autant plus appréciée qu’elle était compatissante. On venait la trouver pour des explications sur la doctrine. Un jour, le roi Pasenadi de Kosala vint lui demander pourquoi le Bouddha avait refusé de prendre position pour l’une quelconque des quatre affirmations suivantes : un être éveillé continue d’exister après la mort ; il cesse d’exister à sa mort ; il existe et n’existe pas à la fois ; il n’existe plus, mais en même temps il ne cesse pas d’exister. Khema lui expliqua de manière convaincante comment aucune de ces propositions ne pouvait s’appliquer à un être qui avait totalement échappé à la matérialité conditionnée. Plus tard, lorsque Pasedani eut l’occasion d'interroger le Bouddha en personne, il s'émerveilla en l'entendant s’exprimer dans les mêmes termes que Khema, mot pour mot. 
Khema apparait souvent dans les Jatakas sous différentes formes. Elle est une fois la femme de Gautama et une fois sa belle-fille, et une fois la femme de Sariputta.
Dans les légendes srilankaises, c'est elle qui recueille la relique de la dent du Bouddha dans les cendres de son bûcher funéraire, relique aujourd'hui conservée dans le Temple de la Dent à Kandy.